# Pecsince község
Pecsince község (szerbül Општина Пећинци / Opština Pećinci) közigazgatási egység (község, járás) Szerbiában, a Vajdaságban, a Szerémségi körzetben. Földrajzilag a Szerémség délkeleti részén, a Száva bal partján, az Alsó-Száva-síkon fekszik. Központja Pecsince falu, emellett másik 14 falu tartozik még hozzá. Város nincs a községben.

## Települései

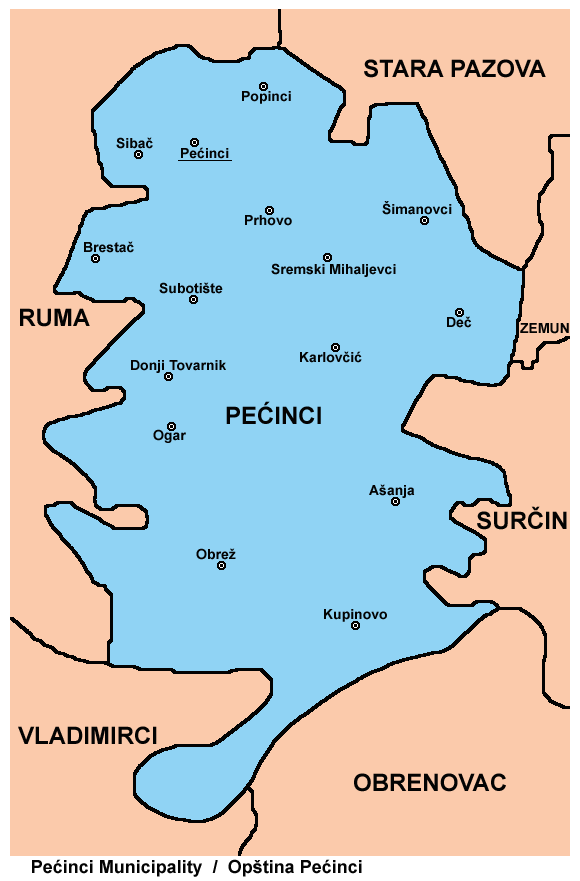
Pecsince község térképe

| Magyar név         | Szerb név (cirill) | Szerb név (latin)  | Népesség (2011) |
| ------------------ | ------------------ | ------------------ | --------------- |
| Bresztacs          | Брестач            | Brestač            | 927             |
| Decsk              | Деч                | Deč                | 1499            |
| Falkosszombatja    | Суботиште          | Subotište          | 846             |
| Hásságy            | Ашања              | Ašanja             | 1362            |
| Kiskarlóc          | Карловчић          | Karlovčić          | 1034            |
| Kölpény            | Купиново           | Kupinovo           | 1864            |
| Obrež              | Обреж              | Obrež              | 1294            |
| Ogar               | Огар               | Ogar               | 1040            |
| Papi               | Попинци            | Popinci            | 1167            |
| Pecsince           | Пећинци            | Pećinci            | 2571            |
| Perholc            | Прхово             | Prhovo             | 783             |
| Simanovce          | Шимановци          | Šimanovci          | 3073            |
| Sremski Mihaljevci | Сремски Михаљевци  | Sremski Mihaljevci | 769             |
| Szilbács           | Сибач              | Sibač              | 469             |
| Tárnok             | Доњи Товарник      | Donji Tovarnik     | 977             |

## Népesség
Lakóinak száma 2002-ben 21 891, 2011-ben 19 675 fő volt.
A 2011-es népszámláláskor az etnikai összetétel a következő volt (19 720 főre):
- szerb: 17 965 fő (91,1%)
- cigány: 1008 fő (5,11%)
- szlovák: 79 fő (0,4%)
- horvát: 42 fő (0,21%)
- macedón: 33 fő (0,17%)
- jugoszláv: 22 fő (0,11%)
- montenegrói: 22 fő (0,11%)
- magyar: 21 fő (0,11%)
- bosnyák: 11 fő (0,06%)
- muzulmán: 11 fő (0,06%)
- orosz: 11 fő (0,06%)
- bolgár: 8 fő (0,04%)
- német: 7 fő (0,04%)
- ruszin: 6 fő (0,03%)
- albán: 5 fő (0,03%)
- gorán: 4 fő (0,02%)
- román: 4 fő (0,02%)
- ukrán: 3 fő (0,02%)
- vlach: 1 fő (0,01%)
- szlovén: 1 fő (0,01%)
- bunyevác: 0 fő (0%)
- egyéb: 8 fő (0,04%)
- nem nyilatkozott: 236 fő (1,2%)
- régiós kötődésű: 86 fő (0,44%)
- ismeretlen: 126 fő (0,64%)